# Saaleplatte
Saaleplatte – dzielnica (Ortsteil) miasta Bad Sulza  w Niemczech, w kraju związkowym Turyngia, w powiecie Weimarer Land. Do 30 grudnia 2019 samodzielna gmina. Już od 31 grudnia 2013 niektóre zadania administracyjne gminy realizowane były przez Bad Sulza, które pełniło rolę "gminy realizującej" (niem. "erfüllende Gemeinde").